# آرغونوتيكا

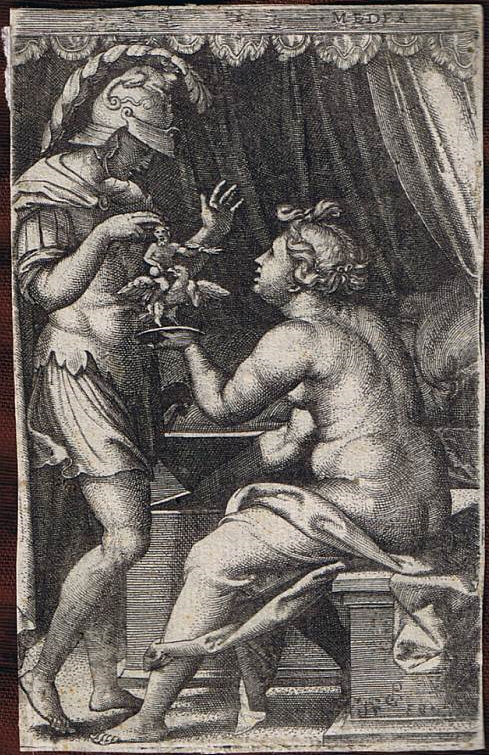
جورج بنز: جاسون وميديا، 1539

قصيدة آرغونوتيكا (باليونانية: Ἀργοναυτικά)‏ هي قصيدة ملحميّة إغريقيّة ألّفها أبولونيوس الرودسي في القرن الثالث عشر قبل الميلاد. وهي الملحمة الوحيدة الباقية من العصر الهلنستي، تروي آرغونوتيكا أسطورة رحلة جيسون وبحَّاري الأرغو لاستعادة الصوف الذهبي من منطقة كولخيس البعيدة. كان الجمهور الهلنستي يعرف مغامراتهم البطولية وعلاقة جيسون بالأميرة الكولخيسية الخطيرة ميديا جيدًا، الأمر الذي مكَّن أبولونيوس من استخدام سرد غير بسيط، ما منح القصيدة تأكيدًا علميًا مناسبًا للعصر. كان ذلك عصر مكتبة الإسكندرية، وتجمع ملحمته أبحاثه في الجغرافيا، والإثنوغرافيا (علم الأعراق البشرية)، والدين المُقارَن، والأدب الهوميروسي. على أي حال، يُعتبر تطور الحب بين البطل والبطلة إسهامه الرئيسي في الملاحم، من الواضح أنّه كان أوّل شاعرٍ سرديّ يدرس «علم أمراض الحب». كان لملحمة آرغونوتيكا تأثيرًا رئيسيًا على الشعر اللاتيني إذ ترجمها: فارو أتاسينوس وقلّدها فاليريوس فلاكوس. وتركت أثرًا على كتولوس وأوفيد، وزوّدت فيرجيل بنموذجٍ لملحمته الرومانية الإنيادة.

## القصّة

### الخلفيّة
كانت الآرغونوتيكا مغامرةً للشاعر، وهو أحد أهمّ العلماء في الفترة الإسكندرية، كانت تجربة جريئة لإعادة كتابة ملحمة هوميروس بطريقة تلبّي الذوق المتطلب لمعاصريه. بالنسبة إلى البعض، أدّى فهم عدائي إلى نفيه إلى رودس. كانت الموضة الأدبية السائدة هي القصائد الصغيرة والدقيقة التي تقدّم عروضًا من العلم والتناقض (تروي العجائب والأحداث الغريبة)، كما يعرضها عمل كاليماخوس. أثناء تقديم الملاحم كصنف أدبي للجمهور، قطع أبولونيوس شوطًا كبيرًا في طريق ابتكار الرواية الرومانسية، وتضمن تقنياتٍ سردية مثل «المناجاة الداخلية»، وفيها يحدد المؤلف أفكار الشخصيات ومشاعرها. قادت إعادة تقييم عمله في الفترات الحديثة إلى عدد كبير من الدراسات المبتكرة، التي تتصارع فيما بينها غالبًا للفت الانتباه، لذلك أصبحت آرغونوتيكا مغامرةً مجهدةً لكثيرٍ من العلماء الحديثين أيضًا:

### الحبكة

#### الكتاب الأوّل
تبدأ القصيدة بالتضرّع إلى أبولو وسرد نبوءته التحذيرية على بيلياس، ملك إيولكس، وأنّ سقوطه سيكون على يد رجل بفردة حذاء واحدة فقط. ظهر جيسون مؤخرًا على أنّه الرجل المقصود لأنّه فقد فردة حذائه أثناء عبوره لتيّار قويّ. وبالتالي، أوكله بيلياس بمهمّة انتحاريّة إلى كولخيس لإعادة الصوف الذهبي. بُنيت سفينة آرغو مسبقًا من قبل آرغوس، وهو باني سفن يعمل تحت إمرة أثينا. في تلك الأثناء، وصلت مجموعة من الأبطال للمساعدة في المشروع. يتعجّب السكان المحليون بخصوص هذا التّجمع، أُوكل جيسون الشاب بمهمة مستحيلة وقد تساعده مجموعة الأبطال هذه في تحقيقها. تخشى أمّه وقوع الأسوأ، فيتضرّع إليها لتبقى هادئة وقوية.
يناقش جيسون الأبطال لانتخاب قائدٍ للرحلة. يرشّح الجميع هرقل. على أي حال، يصرّ هرقل على أن يتولى جيسون القيادة ويوافق الآخرون على هذا الخيار. يأمر جيسون أفراد الطاقم بإنزال السفينة إلى المياه احتفالًا بانتخابه. وتُربط سفينة آرغو طوال الليل ليستمتعوا بوليمة وداعيّة. ويُضحّى بثورين من أجل أبولو، يبدأون بشرب الخمر وتصبح الأحاديث حيويّة. على أي حال، يصبح جيسون منعزلًا ومتجهمًا. يتهمّه أحد الأبطال واسمه إيدا بالجبن، ويتّهم العرّاف إدمون بدوره إيدا بالثمالة. يتعاركان تقريبًا لكن يهدئ أورفيوس من روع الجميع بأغنية عن الأكوان وكيف خُلقت الآلهة وكل شيء آخر. عند الفجر، يوقظ تايفوس -وهو ربان السفينة- الطاقم. حتى أن السفينة بنفسها تناديهم، إذ تحتوي عارضة السفينة على ذراع سحرية من خشب البلوط. تُفك الحبال التي تربط السفينة بالشاطئ. يذرف جيسون دمعة أثناء ابتعادهم عن موطنه إيولكس. تشقّ المجاذيف عباب البحر، وتمسكها أيادٍ بطولية وفي الوقت نفسه تصدح موسيقا أورفيوس. وسَرَعان ما يصبح الشاطئ الشرقيّ لثيساليا بعيدًا.
كان مرفأ ليمنوس هو أوّل مرفأ مهمّ يصلونه، حيث قتلت النساء بقيادة ملكتهن هيبسيبايل كل الرجال مؤخرًا، بما في ذلك الأزواج، والأبناء، والإخوة والآباء. يقرر البرلمان المكوّن من النسوة فقط أنه يجب تشجيع بقاء الأبطال. يُستدعى جيسون كونه قائدًا، ويذهب إلى البلد مرتديًا عباءةً رائعةً صنعتها له أثينا. تقع هيبسبايل في حبّه فورًا ويستقر في القصر. وتأخذ نساء أخريات أفراد الطاقم إلى منازلهن، باستثناء هرقل وبعض الرفاق الذين يفضّلون البقاء على متن السفينة. وبذلك تُؤجل الرحلة يومًا بعد يوم. أخيرًا، يجمع هرقل كل أفراد طاقم السفينة ليخوضوا حديثًا مهمًا. يخبرهم أنهم لا يتصرفون كأبطال وأن الصوف الذهبي لن يعود بمفرده إلى اليونان. يستعدّون للمغادرة مُعاقَبين فورًا. يخبر جيسون الملكة بأنّه تعهد إلى ابنهما بالاهتمام بوالديه في حال حملت بطفل. كان أوّل من يعود إلى متن السفينة عندما أبحرت آرغو مجددًا.
أبحروا عبر مضيق الدندنيل، ووصلوا إلى جزيرة يقطنها رجال متوحشون مولودون في الأرض ولكلٍ منهم ستة أذرع. يقطن شعب الدولينوز بجوارهم، وهم شعب متحضر ينحدر من الإله بوسيدون. المتوحشون عدوانيون لكن يستقبل الملك سيزيكوس ركّاب آرغو بطريقة ودودة، وهو الملك المتوّج الجديد لدولينوز، وهو بعمر جيسون تقريبًا. على أي حال، ينتهي المطاف بكلٍ من طاقم آرغو وشعب دولينوز بالقتال في الظلام، ويخطئون بين من هو في صفهم ومن هو عدوهم. يقتل جاسون سيزيكوس. تشنق أرملته كليت نفسها حزنًا عليه. يجمع حزن مشترك وجنازة عظيمة الطرفين. في تلك الأثناء، يُجَبر طاقم آرغو على البقاء هناك بسبب الرياح العاتيّة. أخيرًا، يعرف العرّاف موسبوس من النبوءات أنّه من المقدّر لهم أن يؤسّسوا طائفة تدعو إلى عبادة الآلهة (ريا/كوبيلي). تؤسَّس الطائفة في وقت قصير، يتغيّر الطقس نحو الأفضل وتنطلق سفينة آرغو مجددًا.
محطّتهم التالية هي نهر سيوس، حيث يُخطف هيلاس خادم هرقل الشاب الجميل من قبل حورية ماء وهو يملأ جرة من نبعها. كان هرقل ورفيقه بوليفيموس ما يزالون يبحثون عنه عندما يبحر بقية طاقم آرغو مجددًا. وعندما تتم ملاحظة غيابهم، يتّهم تيلامون جيسون بترك هرقل عمدًا. عندها يظهر إله البحر غلاوكوس من الأعماق، ليؤكد لهم أنّ فقدان الرجال الثلاثة من صنع الآلهة. ويعود ليختفي مجددًا في المياه ويكملون الرحلة من دون رفاقهم الثلاثة.

#### الكتاب الثاني
يصل بحارّة آرغو إلى خليج بروبونتيس، موطن شعب بيبريسان، ويطلب ملكهم آميكوس مباراة ملاكمة مع بطل هؤلاء «عابري البحار». يفعل ذلك مع كل البحارّة دون أن يسأل عن هويتهم. يتطوع بوليديوكس، بسبب غضبه من قلة الاحترام هذه، ويبدأ النزال. أميكوس رجل ضخم جدًا لكنّ بحار آرغو بارع في استخدام قبضتيه، ويوجّه إليه ضربةً قاضيةً في نهاية المطاف. يهرع شعب بيبريسان إلى المنتصر، ويرفعون أسلحتهم، لكن يعترضهم زملاؤه ويطاردونهم. تُحمل بعض الأغنام على متن السفينة، وتغادر آرغو في اليوم التالي. تقع محطّتهم التالية على الساحل المقابل، قرب موطن فينيوس الذي كان ثينياس ملكهم. لا يسأل هو أيضًا البحارّة عن هويتهم، فهو يعرفها مسبقًا. قدراته على التنبؤ قوية جدًا لدرجة أنّ زيوس عاقبه على إفشاء الأسرار الإلهيّة، فأصابه بالشيخوخة الشديدة، والعمى، وزياراتٍ يومية لآفات الهاربيز. من المقدّر لجيسون ورفاقه إنقاذه من الهاربيز ولذلك يرحّب بهم على أنّهم مخلِّصين له. يطرد كاستور وبولوكس، أبناء الرياح الشمالية، الآفات، ويكشف العجوز الأعمى بامتنان عن الطريق الأكثر أمانًا إلى كولخيس وكيفيّة الإبحار بأفضل شكل ممكن عبر الصخور السيانانية.